# Chikan Sare-sō ni Natteiru S-kyū Bishōjo wo Tasuketara Tonari no Seki no Osananajimidatta
Chikan Sare-sō ni Natteiru S-kyū Bishōjo o Tasuketara Tonari no Seki no Osananajimidatta (痴漢されそうになっているS級美少女を助けたら隣の席の幼馴染だった lit. Cuando ayudé a una hermosa chica de clase S que estaba a punto de ser abusada sexualmente, resultó ser mi amiga de la infancia en el asiento de al lado?), también conocida como The Girl I Saved on the Train Turned Out to Be My Childhood Friend en inglés, es una serie de novelas ligeras japonesas escritas por Kennoji e ilustradas por Fly. Comenzó a publicarse en el sitio web de publicación de novelas generadas por usuarios Shōsetsuka ni Narō el 21 de mayo de 2019 y finalizó el 15 de diciembre de 2020. El primer volumen de la novela fue publicado impreso por el sello GA Bunko de SB Creative el 14 de febrero de 2020. Hasta el momento se han lanzado siete volúmenes de la serie. Una adaptación a manga, ilustrada por You Midorikawa, comenzó en el sitio web Manga UP! de Square Enix el 7 de octubre de 2020, y se ha recopilado en siete volúmenes tankōbon hasta el momento.

## Contenido de la obra

### Novela ligera
Chikan Sare-sō ni Natteiru S-kyū Bishōjo wo Tasuketara Tonari no Seki no Osananajimidatta es escrito por Kennoji. Comenzó su serialización en el sitio web de publicación de novelas generadas por usuarios Shōsetsuka ni Narō el 21 de mayo de 2019, y el último capítulo se publicó el 15 de diciembre de 2020; la serie se eliminó de la plataforma a finales de marzo de 2021. El primer volumen de la novela, ilustrado por Fly, fue lanzado por el sello GA Bunko de SB Creative el 14 de febrero de 2020. Hasta el momento se han lanzado siete volúmenes de la serie.
La novela ha sido licenciada para su publicación en inglés en América del Norte por Yen Press.
| Volúmenes de novelas ligeras publicadas | Volúmenes de novelas ligeras publicadas | Volúmenes de novelas ligeras publicadas                                            |
| Número                                  | Fecha de publicación                    | ISBN                                                                               |
| --------------------------------------- | --------------------------------------- | ---------------------------------------------------------------------------------- |
| 1                                       | 14 de febrero de 2020                   | ISBN 978-4-8156-0420-2                                                             |
| 2                                       | 6 de agosto de 2020                     | ISBN 978-4-8156-0632-9                                                             |
| 3                                       | 10 de diciembre de 2020                 | ISBN 978-4-8156-0758-6                                                             |
| 4                                       | 13 de mayo de 2021                      | ISBN 978-4-8156-0934-4                                                             |
| 5                                       | 14 de octubre de 2021                   | ISBN 978-4-8156-1005-0 (edición regular) ISBN 978-4-8156-1031-9 (edición especial) |
| 6                                       | 13 de mayo de 2022                      | ISBN 978-4-8156-1296-2                                                             |
| 7                                       | 14 de octubre de 2022                   | ISBN 978-4-8156-1532-1                                                             |
| 8                                       | 15 de mayo de 2023                      | ISBN 978-4-8156-1746-2                                                             |

### Manga
Una adaptación a manga ilustrada por You Midorikawa, comenzó a serializarce en el sitio web Manga UP! de Square Enix el 7 de octubre de 2020. Square Enix ha recopilado sus capítulos individuales en volúmenes tankōbon. El primer volumen se lanzó el 7 de mayo de 2021, y hasta el momento se han lanzado siete volúmenes.
La serie ha sido licenciada para su lanzamiento en inglés en América del Norte por Yen Press.
| Volúmenes de novelas ligeras publicadas | Volúmenes de novelas ligeras publicadas | Volúmenes de novelas ligeras publicadas |
| Número                                  | Fecha de publicación                    | ISBN                                    |
| --------------------------------------- | --------------------------------------- | --------------------------------------- |
| 1                                       | 7 de mayo de 2021                       | ISBN 9784757572461                      |
| 2                                       | 7 de julio de 2021                      | ISBN 9784757573581                      |
| 3                                       | 7 de octubre de 2021                    | ISBN 9784757575134                      |
| 4                                       | 7 de enero de 2022                      | ISBN 9784757576681                      |
| 5                                       | 7 de mayo de 2022                       | ISBN 9784757579057                      |
| 6                                       | 7 de septiembre de 2022                 | ISBN 9784757581098                      |
| 7                                       | 7 de enero de 2023                      | ISBN 9784757583306                      |

## Otras lecturas
- Silverman, Rebecca (10 de febrero de 2022). «The Girl I Saved On the Train Turned Out to Be My Childhood Friend Novel 1 - Review» (en inglés). Anime News Network. Consultado el 8 de febrero de 2023.